# Inquartato in decusse
Inquartato in decusse in araldica indica lo scudo o la pezza divisi in quattro partizioni da due diagonali incrociate. In italiano è detto anche «inquartato in croce di Sant'Andrea». 
Il termine è mutuato dal francese decusse, a sua volta derivante dal latino decussis, corrispondente alla moneta da dieci assi (le diagonali ricordano la lettera X che, nel sistema di numerazione romano, corrisponde appunto al numero 10).

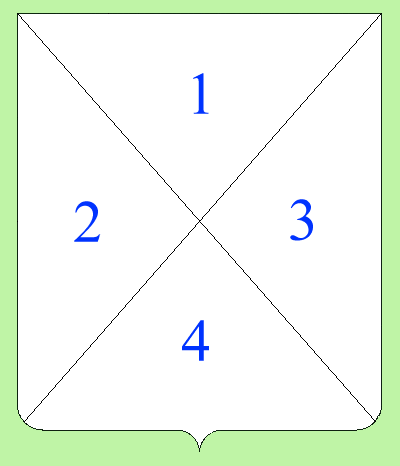

Nella blasonatura dell'inquartato si rispetta il criterio di precedenza dei quattro quarti, citando, nell'ordine:
- il primo (nel capo);
- il secondo (nel fianco destro[1]);
- il terzo (nel fianco sinistro[2]);
- il quarto (nella punta).

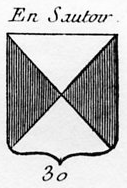
Inquartato in decusse d'argento e di rosso
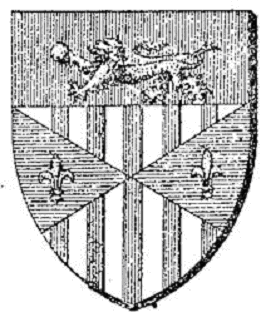
Inquartato in decusse (con un capo)
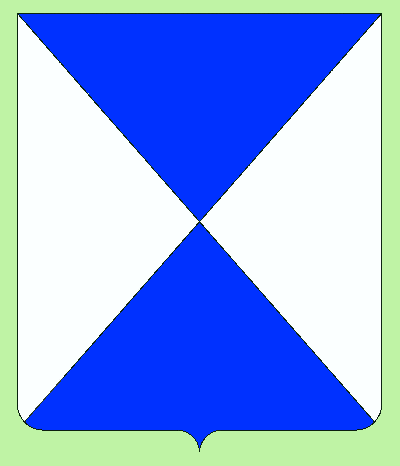
Inquartato in decusse d'azzurro e d'argento
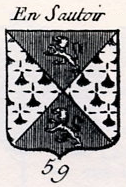
Inquartato in decusse di rosso e d'armellino
Inquartato in decusse d'argento e d'azzurro, all'aniello d'oro con un rubino al naturale (Havering, Inghilterra; stemma parlante)